# USS Gerald R. Ford (CVN-78)

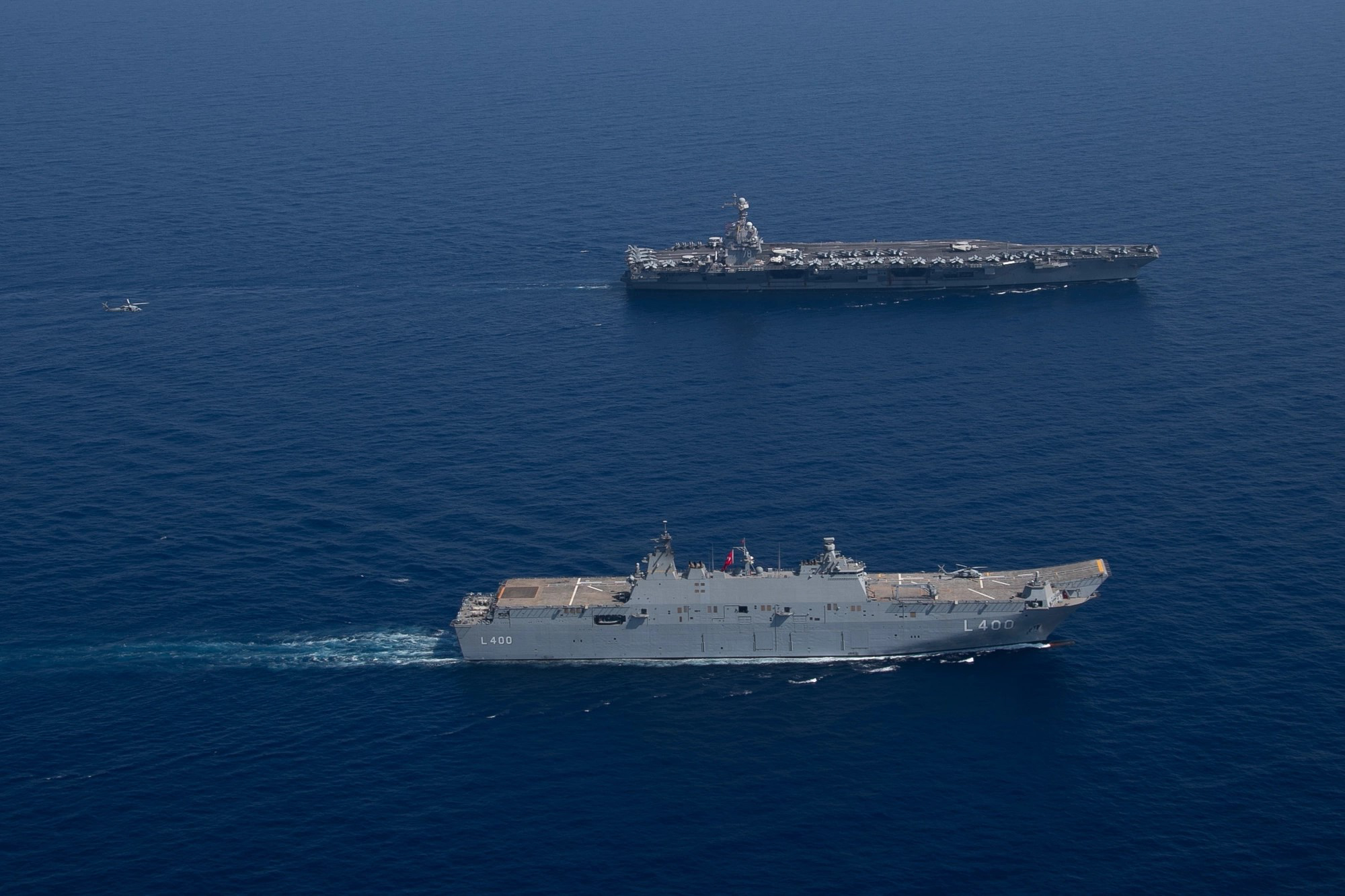
Le Gerald R. Ford en opération conjointe avec le TCG Anatolie (L400).

Pour les articles homonymes, voir Gerald R. Ford.
L'USS Gerald R. Ford (CVN-78) est un porte-avions de la marine américaine. Il est la première unité de la classe Gerald R. Ford qui doit progressivement remplacer les unités de la classe Nimitz. Il est l'un des 11 porte-avions géants de l'US Navy. Dévoilé le 16 janvier 2007 par communiqué du secrétaire à la Marine, Donald C. Winter, ce bâtiment porte le nom du 38e président des États-Unis, Gerald R. Ford, qui a combattu durant la Seconde Guerre mondiale à bord du porte-avions USS Monterey dans le théâtre du Pacifique en terminant sa carrière avec le grade de lieutenant-commander.
Lancé en 2013, il était prévu que le Gerald R. Ford soit livré en 2015 afin de remplacer assez vite l'USS Enterprise (CVN-65), le premier porte-avions à propulsion nucléaire de l'Histoire, qui a été retiré du service en décembre 2012 après 51 années de service,. Le Gerald R. Ford fut finalement livré en 2017 et sa première mission a eu lieu en 2022 en embarquant le Carrier Air Wing Eight, dans la zone de responsabilité de la 2e Flotte de la marine américaine, dans l’océan Atlantique ainsi que dans l'océan Arctique.

## Choix du nom

Le futur Président Gerald R. Ford pris en photographie en 1945 alors qu'il était en service dans l'US Navy.

En 2006, alors que Gerald Ford était encore en vie, le sénateur de Virginie John Warner proposa de modifier le National Defense Authorization Act de 2007 autorisant la construction du navire afin de proposer qu'il soit nommé USS Gerald Ford. La decision finale fut signée par le président Bush le 17 octobre 2006 qui déclara par ailleurs que le porte-avions « pourrait être nommé USS Gerald R. Ford »,,. Il ne s'agissait toutefois que d'une suggestion étant donné que l'attribution du nom du bâtiment ne peut être décidée que par l'US Navy.
Le 3 janvier 2007, lors des funérailles de Gerald Ford, le secrétaire à la Défense de l'époque, Donald Rumsfeld, a annoncé que le CVN-78 sera nommé en l'honneur de l'ancien président. Il a indiqué qu'il avait personnellement annoncé à Ford, quelques semaines auparavant, que le navire porterait son nom, faisant du porte-avions un des rares bâtiments de l'US Navy à porter le nom d'une personne vivante. Durant la même journée, la Navy confirma ce choix avant qu'il ne le soit officiellement par la voie du secrétaire à la Marine le 16 janvier de la même année, au Pentagone, en présence de la fille du président, Susan Ford Bales ainsi que d'autres membres de sa famille.
Les vétérans du porte-avions USS America (CV-66), retiré du service en 1996, proposèrent également le nom d'USS America pour ce nouveau porte-avions. Ce nom fut finalement attribué à un navire d'assaut amphibie capable de mettre en œuvre des hélicoptères et des ADAC/ADAV, l'USS America (LHA-6), premier navire de la classe America.

## Construction
Le contrat de développement et de construction du Gerald R. Ford fut signé le 10 septembre 2008 entre l'US Navy et le chantier naval Northrop Grumman de Newport News dans l'État de Virginie pour un coût prévu de 5,1 milliards de dollars. Le chantier naval est détenu par la Huntington Ingalls Industries.
La quille du navire fut solennellement posée le 14 novembre 2009 au dock 12 par la fille de l'ancien Président Ford, Susan Ford Bales. À la mi-août 2011, il a été annoncé que la structure du Gerald R. Ford était à moitié réalisée avant qu'il soit indiqué qu'elle était complétée à 75 % en avril 2012. Le 24 mai de la même année, l'importante pièce que constitue le bulbe fut posée avec une masse totale de 680 tonnes. La pose du bulbe correspond à la pose de la 390e pièce composant la structure du navire sur un total de près de 500 pièces.
L'îlot du porte-avions, 452e pièce, fut posé le 26 janvier 2013 ; il mesure au total 60 pieds de long (soit 18 mètres) et 30 de large (environ 9 mètres) pour une masse de 550 tonnes métriques. Le 9 avril 2013, le pont d'envol est terminé, amenant à 96 % le pourcentage de la structure construite. Le seuil de 100 % est atteint le 7 mai 2013. Le travail restant alors à réaliser à cette date concernait la peinture de la coque, le travail de propulsion, la fin de la pose des systèmes électriques, le système d'amarrage, l'installation des radars et enfin l’inondation de la cale sèche.
Suivant une longue tradition de la Navy, une capsule temporelle fut intégrée au navire, à l'intérieur d'une salle du pont d'envol. Les objets contenus dans cette capsule ont été choisis par la fille du président Ford et contiennent notamment du grès issu de la Maison-Blanche, des pièces de l'US Navy ainsi que les ailes d'aviateur du futur premier commandant du bâtiment, le capitaine de vaisseau ou  U.S.Navy Capitain John Meier. La capsule indique qu'il ne faut pas ouvrir la capsule avant que le navire ne subisse son premier rechargement du combustible nucléaire prévu au bout de 25 ans.
Alors que la coque du navire se préparait à être peinte, le troisième et dernier ascenseur de 120 tonnes pour 85 pieds (près de 26 mètres) de long et 52 pieds de large (environ 16 mètres) était terminé. Le 3 octobre 2013 ont été installées ses quatre hélices en bronze pesant 30 tonnes pour 21 pieds de diamètre (6,4 mètres environ). La mise en place des hélices a nécessité près de dix mois de travail afin d'installer l'intégralité du système de propulsion externe. La tuyauterie, les systèmes électriques ainsi que différentes pièces comme le mess ou les cuisines étaient toujours en construction à ce stade-ci.
Le 11 octobre 2013, les hélices ayant été installées, la cale-sèche a été mise en eau, permettant à près de 100 millions de gallons US d'eau (soit un peu plus de 378 000 mètres cubes) de pénétrer dans la forme no 12.
Le 9 novembre 2013, le baptême du Gerald R. Ford a été réalisé par Susan Ford Bales, la fille de Gerald Ford, à l'aide d'une bouteille de champagne. Le navire fut ensuite lancé le 17 novembre 2013,. En mars 2015, il est prévu qu'il soit remis à la Navy en mars 2016 pour les essais. En juin 2016, on annonce de nouveaux retards, sa première sortie dans l’Atlantique sera uniquement destinée aux essais de plateforme et de propulsion, ainsi qu’aux moyens de communication et de navigation. L'US Navy, après réception du navire en septembre 2016 au mieux, doit piloter ensuite l’intégration du groupe aérien embarqué et la montée en puissance progressive du porte-avions et de l’ensemble de ses équipements, puis son intégration à un groupe aéronaval. Elle n’espère plus pouvoir l'engager dans une opération de combat avant 2021. Le 23 juillet 2017, l'US Navy accepte formellement le bâtiment en présence du Président Donald Trump.

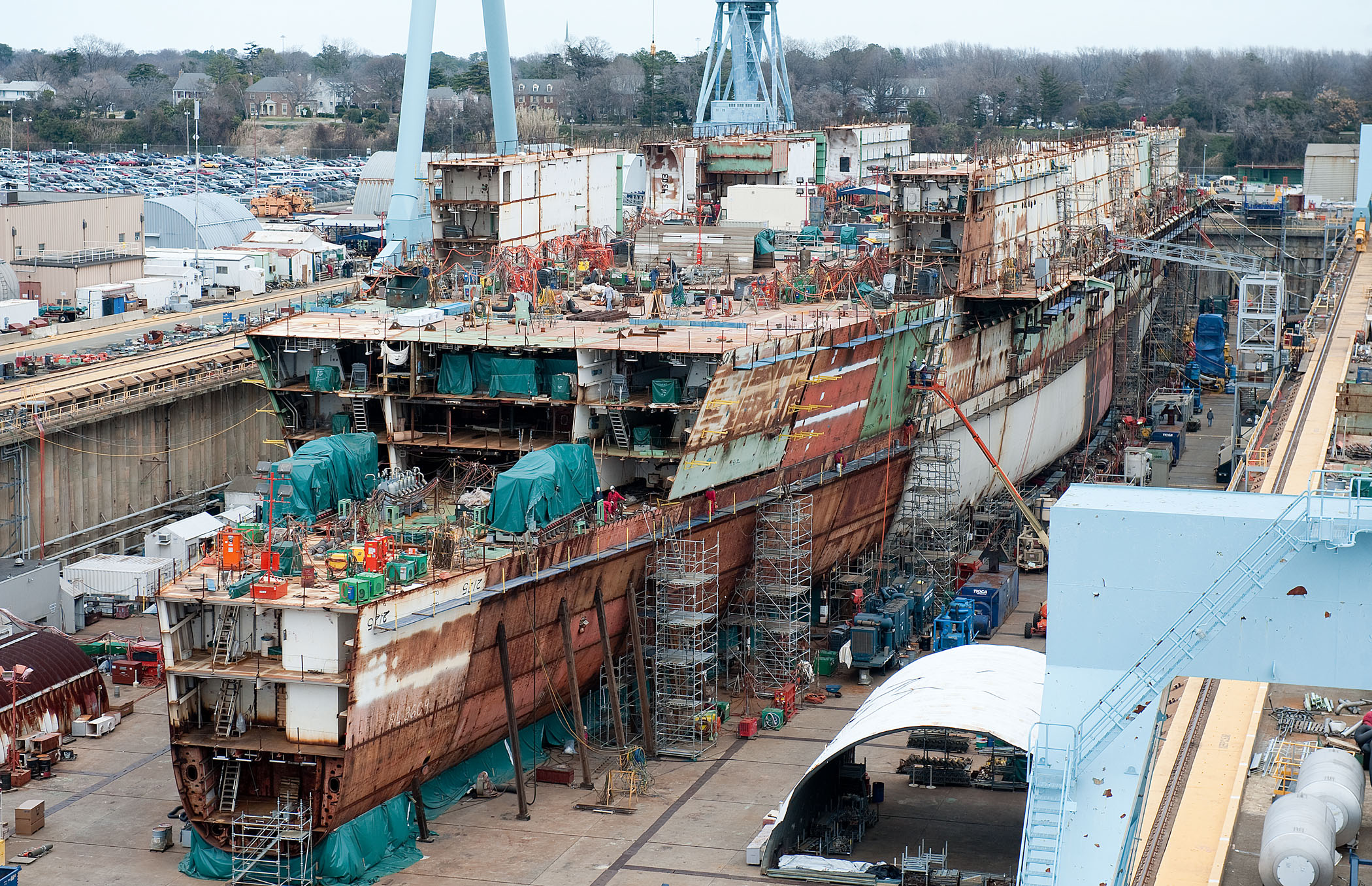
Le Gerald R. Ford en cours de construction au chantier Newport News Shipbuilding, en février 2012.
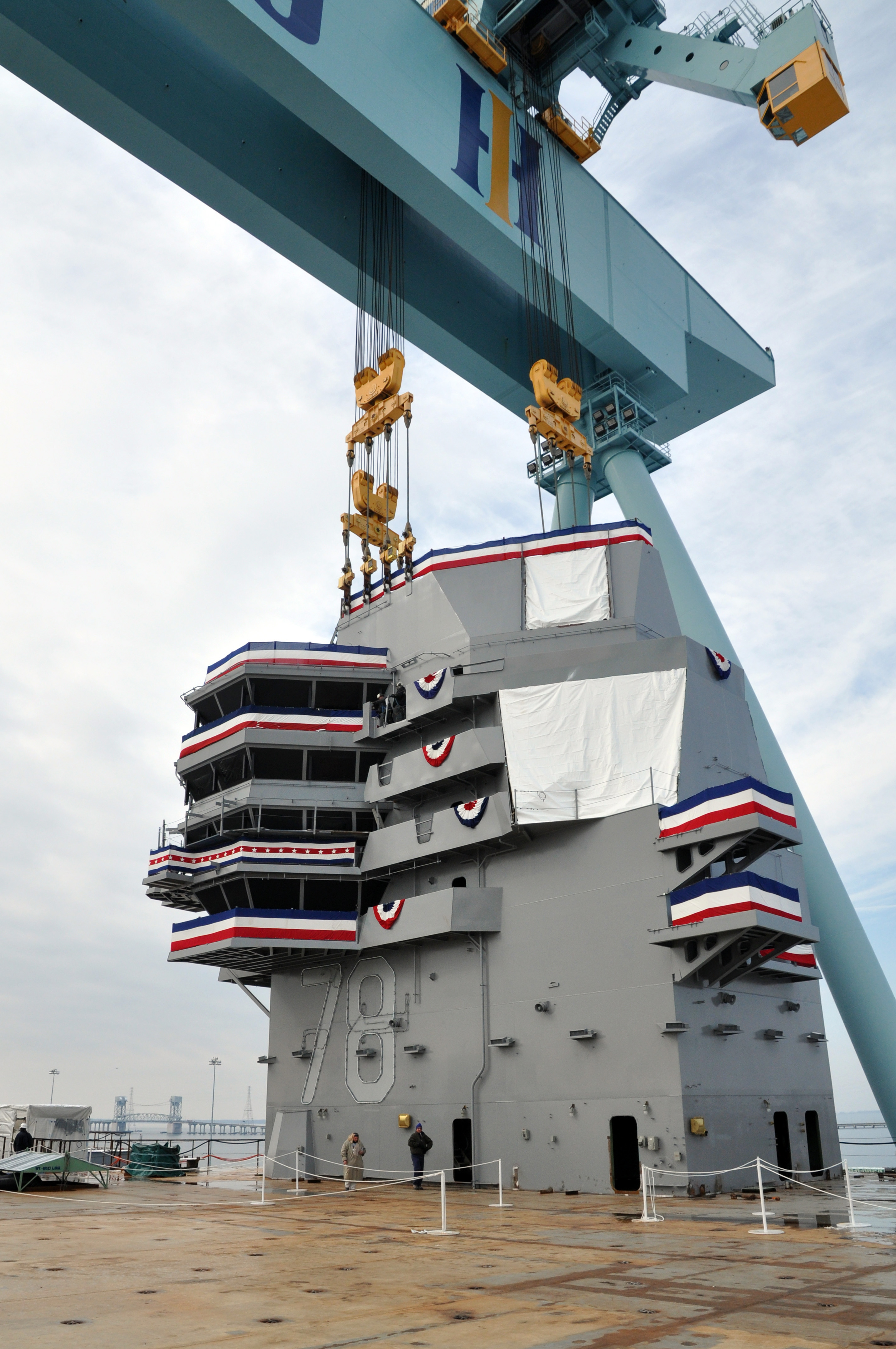
Pose du château le 26 janvier 2013.
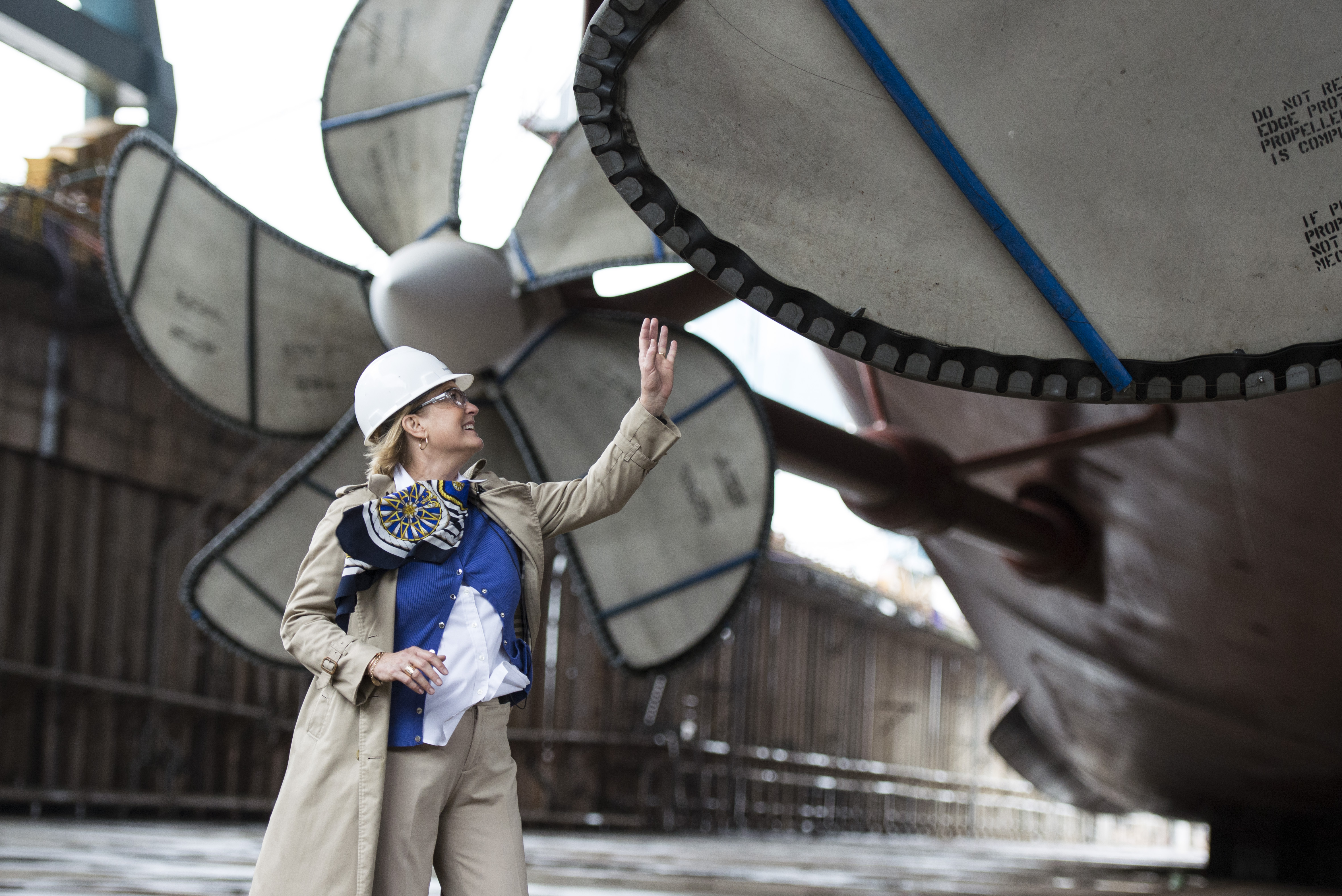
Susan Ford Bales devant les hélices du porte-avion le 11 octobre 2013.
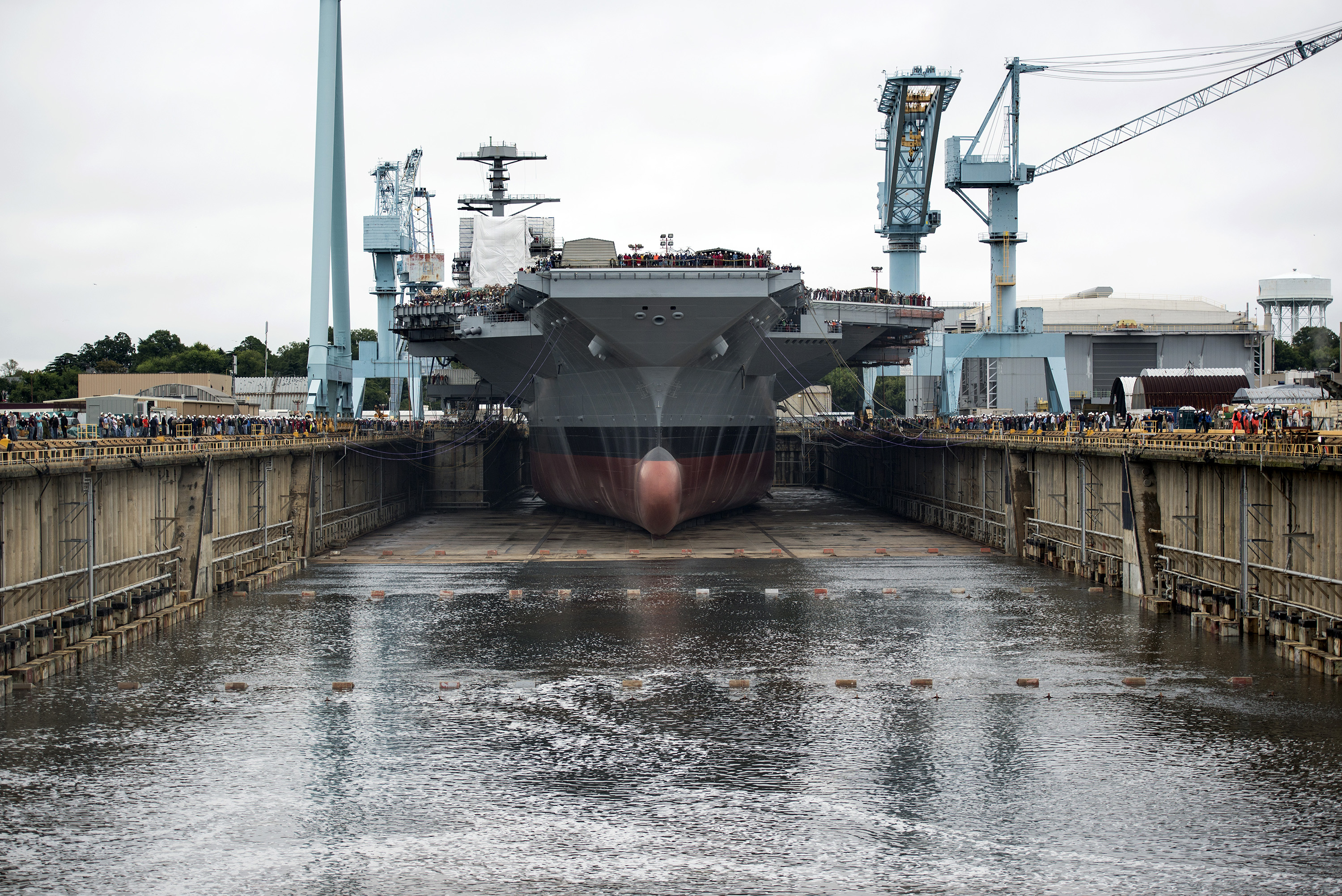
Remplissage de la cale sèche no 12 le 11 octobre 2013.
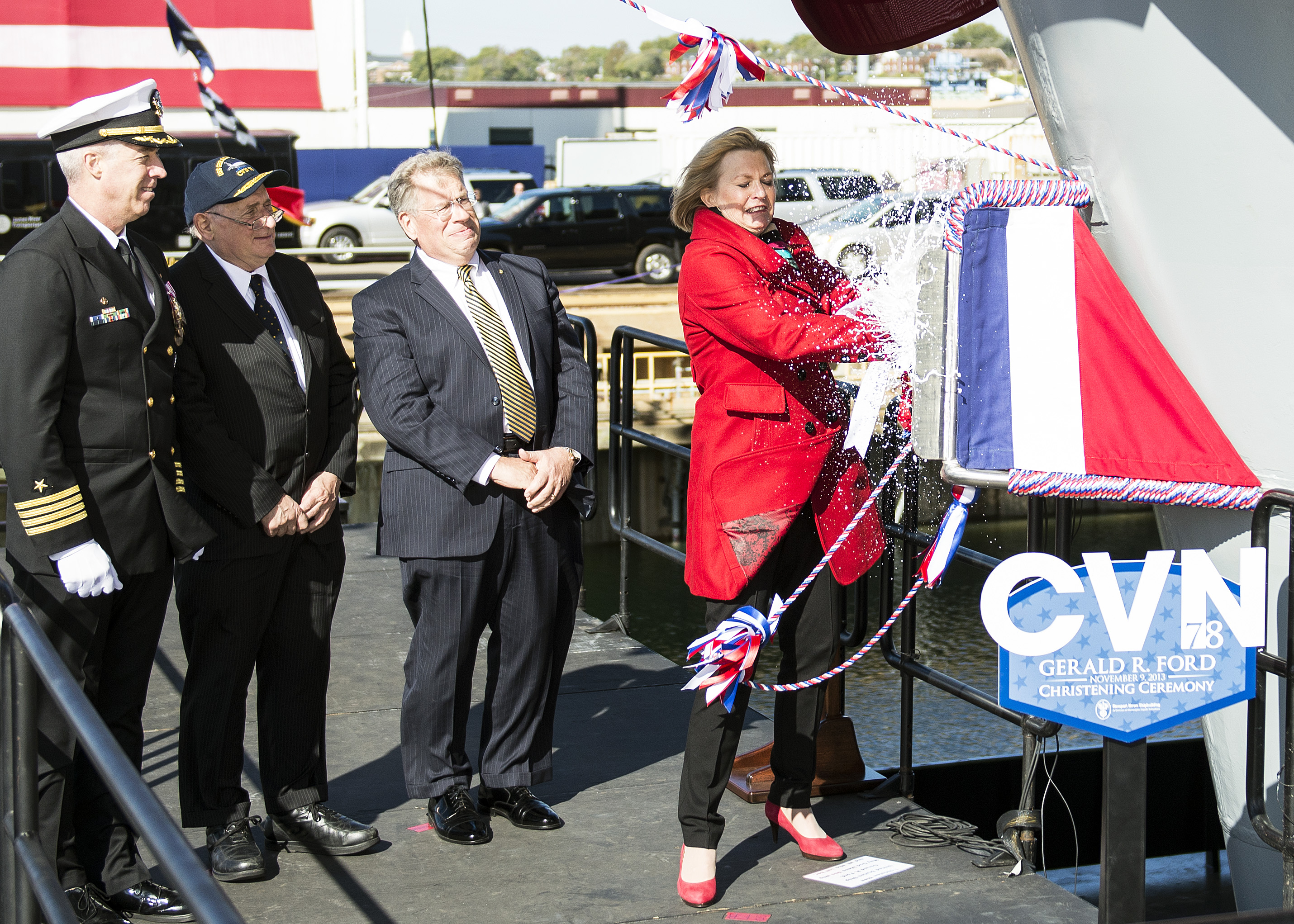
Baptême du Gerald R. Ford réalisé le 9 novembre 2013 par Susan Ford Bales.

À partir du 8 avril 2017, il réalise des essais à la mer.

## Innovations technologiques

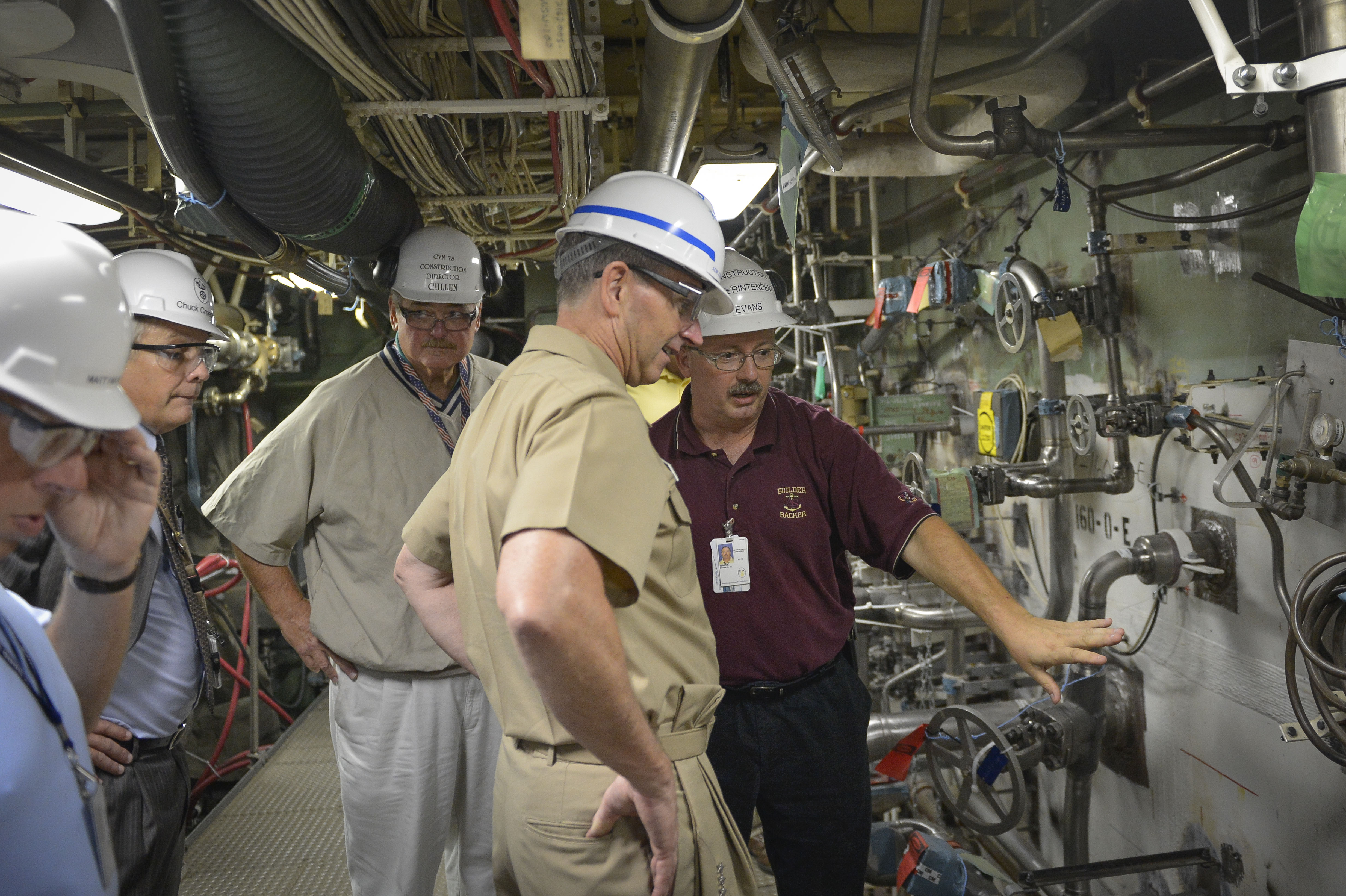
Le chef des opérations navales, Jonathan Greenert, visitant le chantier le 14 septembre 2012.

En novembre 2012, les coûts de construction du bâtiment étaient montés à 12,8 milliards de dollars[réf. nécessaire] . À cette somme, il convient d'additionner les 4,7 milliards destinés au développement et à la recherche pour toutes les unités de la classe Gerald R. Ford.
Néanmoins, les constructeurs ont prévu de mettre en place de nombreuses innovations technologiques qui devraient à terme permettre de diminuer les coûts opérationnels du navire. Il est en effet prévu que l'équipage soit réduit pour compter 700 hommes en moins par rapport aux porte-avions de la classe Nimitz tout en produisant plus d'eau potable via une station de désalinisation avec un rendement supérieur de 20 %.
Sur 50 ans, la réduction du nombre du personnel embarqué devrait permette d'économiser 4 milliards de dollars d'après les informations fournies par l' U.S.Navy. Les réacteurs nucléaires installés à bord, deux A1B, doivent également produire deux fois et demie plus d'électricité que les réacteurs A3W avec une durée de vie égale à celle du porte-avions. Le retrait d'un ascenseur par rapport à la précédente classe, la réduction des dimensions de l'îlot et son déplacement vers l'arrière du bâtiment, permettent d'augmenter la surface du pont d'envol disponible de 2 200 m2 et par conséquent de pouvoir réaliser un maximum de 338 catapultages par jour, soit 25 % de plus que la classe Nimitz.
De nombreux problèmes sont apparus lors de la construction du Gerald R. Ford : comme ceux des catapultes électromagnétiques (Electromagnetic Aircraft Launch System) devant remplacer les anciennes catapultes à vapeur. Un rapport interne du commandement de l' U.S.Navy indique notamment que 201 échecs sur 1 967 lancements ont été observés. Le système radar ainsi que les filets d'appontage posent également des problèmes et font s'accumuler les retards de livraison.
Le programme du F-35 qui doit être embarqué sur ces porte-avions a également subi d'importants retards ayant des conséquences sur le calendrier de livraison du CVN-78. Fin 2021, il est prévu qu'il puisse embarquer des avions F-35 C en 2025.
Toutes ces difficultés ayant entraîné de nombreux retards, il était prévu, au 31 janvier 2014, que le Gerald R. Ford soit opérationnel à la suite de sa période d'essais en mer d'ici 2017 mais cela ne sera pas avant 2020, le premier déploiement opérationnel avec toutes ses capacités n'ayant lieu qu'à l'automne 2022.

## Histoire opérationnelle

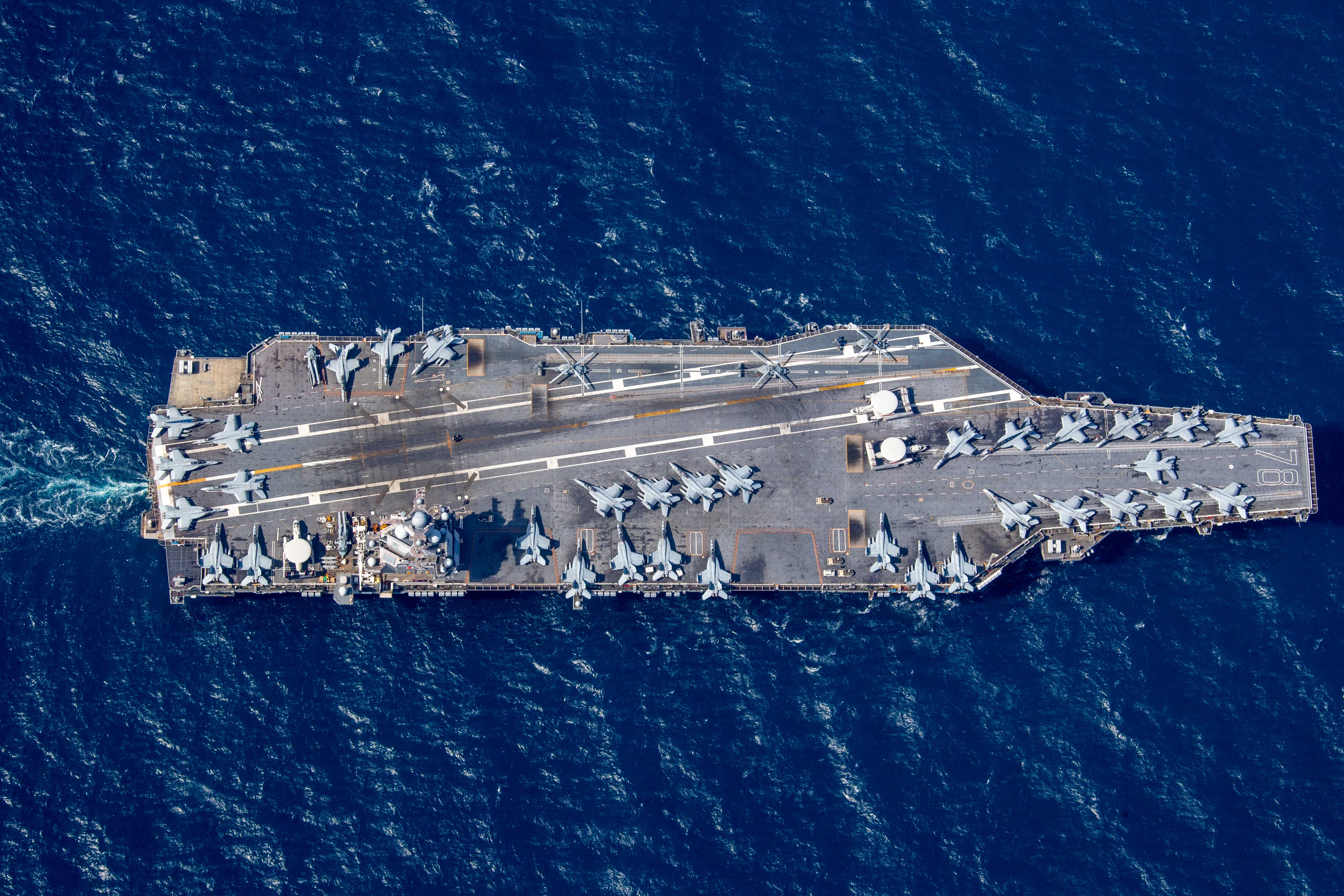
Le Ford dans l'Atlantique le 19 mars 2023 avec un groupe aérien constitué de chasseurs Super Hornet, d'avions radars Grumman E-2 Hawkeye et d'hélicoptères Sikorsky SH-60 Seahawk.

Le 3 octobre 2022, le porte-avions appareille de Norfolk pour effectuer son premier déploiement qui a lieu dans les océans Atlantique et Arctique.
Le 24 mai 2023, il fait escale avec son escorte le Carrier Strike Group 12, dans le fjord d’Oslo en Norvège, avant de participer à des exercices militaires de l'OTAN, qui, selon les médias locaux, devraient l’emmener dans la zone arctique. Le 29 mai, débute l’Exercice Arctic Challenge, avec des manœuvres aériennes réunissant quelque 150 appareils de 14 pays occidentaux. En août 2023, le commandement de l'U.S.Navy envoie l'USS Gerald R. Ford en Turquie, vers la côte d’Antalya.
Le 8 octobre 2023, le secrétaire à la Défense des États-Unis ordonne au groupe aéronaval de se positionner en Méditerranée orientale, et de se tenir prêt à aider l'état d'Israël après l'attaque massive du Hamas sur le territoire israélien.

## Culture populaire
Il apparait dans divers techno-thrillers, manga et animés, dont Girly Air Force.